# 임곡동
임곡동(林谷洞)은 광주광역시 광산구의 동이다.

## 연혁
- 1914년 4월 1일 광주군 소고룡면(召古龍面), 함평군 오산면(烏山面)을 임곡면으로 합면

| 조선총독부령 제111호                                                                  |               |
| 구 행정구역                                                                           | 신 행정구역   |
| 오산면 복영리(卜永里), 성내리(城內里)                                                 | 임곡면 임곡리 |
| 소고룡면 요동리(堯洞里), 상림리(上林里), 하림리(下林里)                               | 임곡면 임곡리 |
| 소고룡면 가정리(柯亭里), 두동리(斗洞里)                                               | 임곡면 두정리 |
| 소고룡면 신촌리(新村里), 천동리(泉洞里), 용동리(龍洞里)                               | 임곡면 신용리 |
| 소고룡면 정광리(正光里), 연동리(蓮洞里), 기룡리(起龍里)·산막리(山幕里)                | 임곡면 고룡리 |
| 소고룡면 용두리(龍頭里)                                                               | 임곡면 산막리 |
| 오산면 신봉리(申奉里), 장교리(長交里)                                                 | 임곡면 산막리 |
| 소고룡면 원정리(元井里), 방혜리(芳惠里)                                               | 임곡면 등임리 |
| 오산면 등임리(登任里)                                                                 | 임곡면 등임리 |
| 오산면 강도리(江島里), 광곡리(光谷里), 종산리(宗山里), 석동리(石洞里), 우평리(牛坪里) | 임곡면 광산리 |
| 오산면 상촌리(上村里), 와산리(瓦山里)                                                 | 임곡면 오산리 |
| 오산면 임곡리(林谷里), 봉흥리(奉興里), 사호리(沙湖里)                                 | 임곡면 사호리 |
| 오산면 박산리(博山里), 상박리(上博里), 노동리(老洞里), 용암리(龍岩里)                 | 임곡면 박호리 |
- 1983년 2월 15일 박호리 전지역 송정읍 편입
- 1988년 1월 1일 광주직할시 편입 (광산구 임곡출장소로 개칭)
- 1995년 1월 1일 광주광역시 광산구 임곡출장소로 개칭
- 1998년 10월 15일 광주광역시 광산구 임곡동 개칭 (조례471호)
- 2007년 7월 1일 명칭 변경 (동사무소 → 동 주민센터)
- 2018년 7월 31일 명칭 변경 (동 주민센터 → 동 행정복지센터)

## 마을 유래
- 임곡동
  - 1959년 자료에는 원임곡, 신임곡, 성내, 하림, 복용, 내기마을만 기록되어 있으나, 현재 7개의 자연마을이 있다. 이 가운데 복영, 내기마을은 황룡강 건너편에 위치해 있으며, 나머지 5개 마을은 성내고가교에서 원임곡고가교로 이어지는 도로변에 형성되어 있다. 원임곡마을은 일명 ‘임실(任實)’이라고 하는데 원래의 임곡마을이라는 의미다. 1580년 함평현감 박승양의 후손이 박산에서 이거했다. 구신임곡은 1914년 원임곡에서 분리되어 만든 마을로 원래는 ‘신임곡’이라 했으나 1970년대 시가지 확장으로 다시 두 개의 마을로 분리되며, 원래의 신임곡을 구신임곡이라 하고 떨어져 나온 마을을 신임곡이라 했다. 마을 안에 5일 장이 섰던 구신임곡은 1900년경 광산 김씨 김경화가 장성군 동화면에서 옮겨오며 마을이 형성됐는데 일제강점기 마을 규모가 커졌다. 신임곡은 구신임곡에서 분리된 마을이다. 신임곡, 구신임곡, 성내마을은 임곡 시가지 중심에 있다. 성내는 마을 입구에 성내고가가 있다. 일명 ‘성안’이라고 하며 마을 주위에 백제시대로 추정되는 성터가 있어 붙은 이름이다. 마을을 둘러 성을 쌓고 진을 쳤다고 하여 ‘진(陳) 터’라고 부르기도 했다. 복영, 내기마을은 황룡강 건너 용진산 아래에 있다. 복영마을은 여름에 피서하기 좋은 곳이라 하여 ‘피서동’이라 불렀다. 마을의 운세가 장구할 것이라 하여 복영으로 고쳤다. 내기마을은 복영마을에 정착한 안동 김씨 후손들이 분가해 형성한 마을이다. 속칭 ‘안터’라고 불렀는데 한자로 ‘내기’라 했다. 하림마을은 가장 깊숙한 안쪽에 있는데, 임곡의 아래쪽에 있다고 하여 불은 이름이다. 신임곡은 14통, 원임곡은 15통, 성내는 16통, 구신임곡은 17통, 복영과 내기는 18통, 하림이 19통이다.
- 등임동
  - 등임이라는 지명은 산등성이에 위치해 붙여진 이름이다. 지명유래에 대해 몇 가지 설이 있는데 본래 등림(登臨)이라 표기했는데 지리적으로 등산임수(登山臨水) 형국이기 때문에 지어진 이름이라는 설이 있다. 또 조선시대 기록에 등림(登林)이라고 표기된 것으로 미루어 물줄기가 합류하는 곳에 쓰이는 ‘얼’이 ‘올’로 발음되면서 ‘올’이라는 훈을 가진 등(登)자를 차자하고 ‘올’의 ‘ㄹ’을 ‘림(林)’자로 쓴 것이 등림(登林)이었는데, 이후 등림(登臨), 등임(登任)으로 고쳤다는 의견이 있다. 등임동에는 외등, 내등, 방혜, 원정, 신등 마을이 있다.‘외등’·‘내등’마을은 평택 임씨 집성촌이었다. 외등마을 안에서도 강정안 마을, 학림마을, 기동마을, 밖등임, 평동 등 크고 작은 12개의 소규모 마을이 형성되어 있었고 이를 아울러 외등이라 했지만 지금은 쇠퇴했다. 한말 문인인 임상희의 강학처인 학림정사가 있다. 내등마을은 등임의 안쪽에 있다 하여 ‘안등임’이라 했다가 한자로 내등이라 했다. 강당, 모랏터, 아랫몰 등을 합쳐 내등이라 했다. 임형수, 임식, 임회 등을 배향한 등임사와 불환정이 있다.
  - ‘방혜’마을은 어등산 북쪽 아래 위치한 산촌마을이다. 함평 이씨 이종우가 들어와 마을을 형성했으며, 마을형국이 배형(舟形)과 같다 하여 일제강점기까지 배외재, 백호재라고 부르다 광복 후 방혜로 바꾸었다. ‘원정’마을은 ‘곰실’이라고 불렀다. 조선시대 고을 원님이 지나다 마을 앞 정자에서 쉬면서 경관이 아름다워 원님의 원(元)과 정자의 정(亭)자를 따서 마을이름을 지었다. 광산 김씨 김광엽이 담양에서 살다 병자호란을 피해 이곳에 와 개촌했고, 이후 제주 양씨 양성삼이 한말 입주했다. ‘신등’마을은 신동, 세동을 합혀 신등이라 했다. 마을 뒷산에 절이 있어 절앞이라 불렀다. 외등, 내등은 1통, 방혜, 원정은 2통, 신등은 3통이다.
- 산막동
  - 현풍 곽씨가 깊은 골짜기에 산막을 짓고 살았다 하여 ‘산막’이라는 이름을 얻었다. 산막동에는 원산막, 보화촌, 신봉정 마을이 있다. ‘원삭막’은 일명 ‘산막실’이라 하는데 산막에서 가장 먼저 성촌하였다 하여 원산막이라 부른다. ‘보화촌’은 외지인들이 모여살아 외촌(外村)이라 부르다 1930년경 순천 박씨가 들어오며 보화촌으로 개칭했다고 한다. 1959년 지명조사 자료에는 ‘농부 진씨가 밭을 경작하다가 은화를 발견하여 보화촌이라고 했다’고 기록하고 있다.‘신봉정’은 새로운 터와 마을 앞에 정자목이 있어 신봉정이라 칭했다는데 청송 심씨가 마을에 처음 들어와 심봉정(心奉亭)이라 불렀던 것이 바뀐 것이라 한다. 그러나 1959년 조사자료에는 신봉정(申奉亭)이라고 기록되어 있다. 원산막은 4통, 보화촌은 5통, 신봉정은 27통이다.
- 고룡동
  - 본래 소고룡면이었는데 일제강점기 고룡리로 개칭했다. 진곡일반산업단지를 오른쪽에 두고 있는 고룡동은 임야와 농토가 대부분이며 현재 연동, 창암, 벽파정 마을이 있다. 1910년대 자료에는 연동리, 창암리, 정광리, 기룡리가 있었다. 당시에는 기룡리에 벽파정(碧波亭)이라는 주막이 있었다. ‘연동’은 개촌 당시에는 ‘도래’라고 불렀다고 하며 마을 앞 방죽에 연꽃이 많아 연동으로 고쳤다고 한다.‘창암’은 마을 뒷산 왕심봉(王心峰)에 푸른 바위가 있어 파라매라 하다 한자로 고쳐 창암이라 했다. 벽파정은 조선시대에 기룡(騎龍)으로 불렸다고도 하고, 마을 앞 황룡강으로 배가 드나들었다 하여 붙은 이름이라고도 하며, 황룡강가에 정자를 짓고 푸른 파도의 정각이라 하여 지은 이름이라고도 한다. 기룡리에 벽파정이라는 주막이 있었던 데에서 마을 이름이 비롯되었을 가능성이 있다. 연동은 6통, 창암은 7통, 벽파정은 8통이다.
- 신룡동
  - 조선시대에는 용두리(龍頭里)라고 했으나 일제강점기 행정구역 통폐합으로 신룡리라고 고쳤다. 검정, 신촌, 용동, 천동마을이 있다. ‘검정’은 점차 마을이 형성되자 이웃 장성군 남면 검쟁이마을의 지명을 모방해 검쟁이라 하며 이를 구분하기 위해 장성 검쟁이, 광주 검쟁이라 호칭했다. 과거 구룡(九龍)이라고 불렀는데 광산 김씨가 들어와 개촌, 정착했으며 이후 행주 기씨가 신촌에서 옮겨왔다. ‘신촌’은 일명 새말로 처음 장수 황씨가 들어와 자리를 잡았으나 행주 기씨 기진이 들어와 거주하며 새로운 마을이라 하여 새말이라 하다 한자 신촌으로 표기하였다. 행주기씨 집성촌으로 문중 재각인 청량재와 낙암정이 있다.
  - ‘용동’은 날근터 또는 금정동(金井洞)이라고 했다. 마을 뒷산에서 솔개가 날아갔다 하여 날갯터라 부르던 것이 점차 날근터가 되었다고 한다. 옛 구지에는 ‘낡은 터’라고 기록되어 있다. 일제강점기 신룡리의 ‘용’자와 천동의 ‘동’자를 따서 ‘용동’이라 명명했다. 기진을 제향한 오남재와 기진의 묘소가 있다.‘천동’은 갑오년 동학농민혁명 때 전소해 우물만 남아 있었던 터에 새로 마을을 이뤄 새암골, 샘골이라 하였는데 한자로 천동이라고 했다. 항일 독립운동가 양인묵이 성장기를 보냈고, 5·18 광주민주화운동 당시 시민군 대변인을 했던 윤상원 열사가 태어나 자란 곳이다. 검정, 신촌은 9통, 용동, 천동은 10통이다.
- 두정동
  - 1910년대 자료에는 두정리에 가정, 두동이, 1950년대 자료에는 두동, 가정, 비시동 마을이 있었다. 현재도 두동, 가정, 비시동 마을이 있다. ‘두동’은 ‘두말’이라 불렀는데 일제강점기 두동으로 고쳤다. 여흥 민씨가 1560년대 경기도 여주에서 옮겨와 정착하며 형성되었다고 한다. 기대승이 강학을 위해 이 마을에 거주했다고 하며, 기대승이 심었다는 은행나무 보호수가 있다.‘가정’은 백우산 밑에 있는 마을로 마을 앞에 큰 정자나무가 있어 ‘가정’이라 했다. 지례 전씨가 개촌했다고 전해진다. 이 마을의 양림골에는 신라 때 사찰 양림사 터가 있었는데, 그 자리에 광복 후 백룡사를 창건했다 양림사로 다시 이름을 바꿨다. 신라 경문왕 때 고승인 연해당, 벽회당 부도가 있다. ‘비시동’은 마을 뒷산의 형상이 활 끝처럼 생겼다 하여 비시말이라 부르다 비시동으로 바뀌었다. 행주기씨가 정착해 마을을 일궜다. 두동은 11통, 가정은 12통, 비시동은 13통이다.
- 광산동
  - 1910년대에는 강도리(江島), 광곡(光谷), 종산(宗山), 석동(石洞), 우평(牛坪), 1950년대 후반에도 광곡, 오룡동, 연계, 종산마을이 있었다. 이 기록에는 광곡의 다른 이름을 너부실, 오룡동은 토우말(吐雨末), 연계의 다른 이름으로 강도, 종산의 다른 이름을 쪽매, 석동이라고 적고 있다. 광산동은 백우산을 배경으로 호남선이 지나가고 경치가 아름다워 일제강점기 명명한 이름이다. ‘광곡’마을은 일명 너부실, 너브실이라고 불렀다. 넓은 골이라 하여 한자로 광곡으로 명명했다. 고봉 기대승을 배향하는 월봉서원이 있다.
  - 오룡동을 토우말(吐雨末)이라 한 것은 백우산맥 물을 황룡강에 토한다 하여 붙은 이름이다. 산맥 줄기가 다섯 개 마을에 집중되었다 하여 오룡동이라 했다는 설, 임곡면의 끝 마을이라 하여 토말이라 부르다 광복 후 뒷산이 오룡상투(五龍相鬪) 형국이라 오룡동으로 고쳤다는 설이 있다.연계는 일명 강도(江島)라고 했는데, 황룡강변에 위치해 큰 비가 오면 강이 범람하여 섬과 같다 하여 붙은 이름이다. 그러나 어감이 좋지 않고 제방을 쌓아 수해로부터 안전한 지대가 되자 시냇가에 있다 하여 연계라 고쳤다. 종산은 일명 독골, 쪽매라고 했는데, 쪽이 많이 나서 남산(藍山)이라 했다. 뒷산 석동골(石洞)에 행주 기씨 제각인 두남재가 있다. 광곡은 20통, 오룡동은 21통, 연계는 22통, 종산은 23통이다.
- 오산동
  - 1910년대, 1950년대 자료 모두 와산, 상촌, 본촌마을이 있다고 기록하고 있다. 지금도 와산, 상촌, 본촌마을이 있다. 1910년대 자료에 광산리에 속했던 우평이 1950년대 자료에는 오산리 와산의 다른 이름으로 기록되어 있다. ‘오산’이라는 이름은 산이 까마귀 형국이라 하여 칭한 것이다.‘와산’은 우평(牛坪), 초지(草枝)라 했는데 마을 뒤 야산이 소가 누워있는 형국이라 하여 와산이라고 고쳤다. ‘상촌’은 본촌의 위쪽에 있어 상촌이라고 했다. ‘본촌’은 1914년 행정구역 개편 이전 함평군에 속했을 때 오산면 소재지라 본촌이라 했다. 가망매, 가막매라고도 했는데 마을 뒷산이 까마귀 머리와 같다 하여 부른 이름이다. 와산, 상촌은 24통, 본촌은 25통이다.
- 사호동
  - 사호동은 용진산을 배경으로 계곡 사이에 위치해 사석(沙石)이 많고 물이 많은데다 앞으로 황룡강이 흘러 사호라고 했다. 용진산 사이 두 개의 골짜기에 원사호와 봉흥 마을이 있다. 1910년대, 1950년대 자료에도 두 마을이 기록되어 있다.‘원사호’는 ‘새고개’, ‘새우개’라 했는데 앞산이 새의 형상이고 새의 고개에 마을이 위치해 붙은 이름이다. 사호리에서 처음 생긴 마을이라는 의미로 원사호라 칭하는데 한때 100호가 넘는 큰 마을이었다고 한다. 좁은 골짜기를 따라 마을이 들어서 있는데 일제강점기 마을 안쪽에 가마솥 공장이 있었다고 한다. 가학정, 용진사와 광주시 문화재자료로 지정된 용진산 마애여래좌상이 있다. ‘봉흥’은 ‘샛터’라고 불렀는데, 새로 형성된 마을이라는 의미다. 원사호마을에서 떨어져 나온 마을이다. 부흥을 기원한다는 의미에서 봉흥이라 하였다. 원사호와 봉흥은 26통이다.

## 시설
- 임곡농협
- 임곡동성당
- 임곡동우체국
- 임곡동 행정복지센터
- 임곡파출소

## 교육
- 임곡초등학교
- 임곡중학교
- 광일고등학교

## 유적
- 월봉서원 (빙월당)
  - 광주광역시 광산구 서북 방향, 황룡강의 물길 따라 호남선 철로 옆의 2차선 도로를 따라 북쪽으로 올라가다 보면 월봉서원으로 가는 광곡, 일명 너브실 마을 입구가 나타난다. 길을 따라 마을 안 쪽으로 들어가다 보면 좌측으로 고봉학술원과 칠송정이 보인다. 정면 7칸, 측면 3칸, 팔작지붕의 건물로 1979년 광주시 기념물 제9호로 지정되어 있다. 고봉 기대승을 추모하기 위해 기대승 사후 1578년 신룡동에 세워졌다. 임진왜란 이후 산월동 망월봉 아래로 이건했으며 1655년 사액되어 충신당(忠信堂), 존성재(存省齋), 명성재(明誠齋), 유영루(遊泳樓), 내삼문(內三門) 등이 있었으나 서원철폐령으로 훼철되었다. 1941년 종가 터에 충신당을 대신하는 빙월당을 짓고 고직사, 외삼문, 장판각, 사우, 내삼문을 차례로 건립하였다.‘빙월당’이라는 당호는 정조가 고봉의 고결한 학덕을 빙심설월(氷心雪月)에 비유하여 하사했다고 한다. 월봉서원의 동재는 명성재, 서재는 존성재, 사당은 숭덕사라고 하며 행주기씨 문중에서는 매년 3월과 9월 춘추향사제를 지내고 있다. 장판각에는 고봉집, 논사록, 왕복서 등의 목판 474매가 보존되어 있는데 목판은 광주시 유형문화재 제19호로 지정되어 있다. 월봉서원이 자리한 백우산에는 고봉 기대승의 묘소가 있다. 고봉학술원은 고봉의 사상 연구를 위해서 고봉 기대승의 13대 후손인 기세훈 박사가 주축이 되어 설립하였다. 고봉학술원 돌담길 옆에는 칠송정(七松亭)이라는 오래된 정자가 있는데 고봉 기대승의 장남이 아버지 기대승의 3년간 시묘살이를 했던 곳으로 원래는 움막집 형태였다고 한다. 이후 이 자리에 정자를 짓게 되었고, 칠송정이라는 이름은 기대승의 아들이 이곳에 소나무 일곱 그루를 심었다는 데에서 유래한다. 칠송정에서 안쪽으로 조금만 더 들어가면 우측으로 돌담길이 보이는데, 황토와 돌로 지어진 돌담은 촌스럽지도 인위적이지도 않은, 옛 모습을 갖추면서도 세련된 얼굴로 돌담길을 걷는 이들을 맞이한다. 돌담길을 따라 걸으니 걷는 이의 감성 또한 시간을 되돌려 과거로 안내를 받는 느낌이 들었다. 그리고 돌담길 끝에는 월봉서원이 자리하고 있었다. 월봉서원은 앞으로는 황룡강이 흐르고 뒤로는 백우산이 감싸고 있는 전형적인 배산임수(背山臨水) 지형으로 풍수지리적으로 볼 때 명당에 해당된다고 볼 수 있다. 명당으로써 좋은 기운이 감돌고 있기 때문일까 걷는 내내 머리가 맑아지는 느낌이 들었고 이곳에서 만난 사람들은 하나같이 밝아 보였다.
- 용진산 마애여래좌상
  - 용진산 북쪽 기슭에 위치한 마애불이다. 상단에 불당일월(佛堂日月), 용진수석(聳珍水石)이라는 음각된 명문이 새겨져 있다. 선각에 가깝도록 조각하였는데 나발과 코, 손 모양이 인상적이다. 섬세하진 않지만 머리 위의 육계와 나발이 묘사되어 있다. 움츠린 목에는 삼도의 표현이 생략되었고, 늘어진 귓볼 밑에서 바로 어깨선과 맞닿아 있어 매우 위축되고 경직된 모습을 보인다. 왼쪽 어깨에 미미하게 보이는 의문의 표현 외에는 몸 전체에 전혀 의습이 표현되어 있지 않다. 좌우 양손을 복부에 모아 두 손 모두 엄지와 중지를 가볍게 대고 있어, 아미타여래 9품의 인상 중 상품중생의 인을 취하고 있는 것으로 보인다. 결가부좌한 다리는 오른발을 왼쪽 무릎 위에 올린 길상좌를 취하였으나 세부의 표현이 생략된 채 거의 선각으로 처리되었다. 명문부분을 제외하고 불상의 총 높이는 117cm이다. 불상 조성시대는 조선 후기로 추정하고 있다. 마애불 근처에 있는 가학정에 대한 기록을 보면 조선 선조 때 박경이 조각한 것이라고 하는데, 마애불 옆에는 ‘죽산처사 정축추후손 박동춘근서(竹山處士 丁丑秋后孫 朴東春謹書)’라고 쓰여 있으며, 측면에는 ‘장루지소(杖樓之所)’라는 글씨도 음각되어 있다.
- 윤상원 생가
  - 5·18 민주화운동 당시 시민군 대변인으로 활동했던 윤상원 열사를 기리는 공간이다. 그는 들불야학을 열어 가난한 청년들과 노동자들에게 배움을 나누던 스승이자, 최후까지 도청에 남아 계엄군과 싸우다 서른 살의 젊은 나이로 산화한 광주의 대표적 민주열사다. 생가 내부는 자료전시관으로 사용 중인데, 윤상원 열사뿐 아니라 그와 영혼결혼식을 올렸던 박기순 열사의 고귀한 삶과 정신을 돌아볼 수 있도록 꾸며졌다. 1970년대 후반 들불야학에서 만나 인연을 쌓았던 이들은 민주항쟁과 불의의 사고로 인해 젊은 나이로 생을 마감했다. 이들의 죽음을 안타까워한 가족과 친지들이 영혼결혼식을 올리게 됐고, 이때 5·18을 상징하는 노래가 된 <임을 위한 행진곡>이 헌정됐다고 한다. 노래뿐 아니라 "오늘 우리는 패배할 것이다. 그러나 내일의 역사는 우리를 승리자로 만들 것이다."라고 했던 윤상원 열사의 말은 지금도 민주화운동을 상징하는 인터뷰로 깊은 여운을 남긴다.